# 杨义龙
杨义龙（1965年8月—），陕西旬阳人，中华人民共和国政治人物。

## 生平
1965年8月，杨义龙出生在陕西省旬阳县（今旬阳市）。
1982年，杨义龙进入安康师范学校普通师范专业学习，1985年毕业后在旬阳县神河中学执教，两年后转入旬阳县吕河镇平定初级中学执教。
1989年11月，杨义龙成为旬阳县计划生育委员会的一名干部，1992年2月成为旬阳县政府办公室的一名干部，期间于1994年9月加入中国共产党，1996年12月升任副主任。
1998年3月，杨义龙调任中共甘溪镇党委副书记、镇长，2000年2月升任党委书记。
2004年9月，杨义龙升任旬阳县人民政府副县长。2006年9月调任岚皋县人民政府副县长，2009年6月兼任县委常委，2012年5月升任常务副县长，2013年6月出任代县长兼党委副书记，次月正式出任县长，2021年7月兼任安康市政协副主席，2021年8月卸任副书记兼县长。

### 落马
2024年6月6日，杨义龙涉嫌严重违纪违法接受陕西省纪委监委纪律审查和监察调查。